# Белов, Константин Владимирович
Константи́н Влади́мирович Бело́в (род. 4 января 1990, Ашхабад) — российский футболист, полузащитник; тренер.

## Карьера
Начинал играть в футбол в родном Ашхабаде, под руководством детского тренера Василия Васильевича Карпова. Воспитанник футбольной школы московского «Локомотива». В 2008 году перешёл в «Амкар», был капитаном молодёжного состава, закрепиться в команде не удалось, поэтому через год перешёл в «Москву».
В клубе «Москва» в молодёжном составе вплоть до роспуска команды, а в середине 2010 года перешёл в рязанскую «Звезду». В начале 2011 года перешёл в «Химки», но вскоре был отдан в аренду «Юрмале».
В 2012 году был приглашен на сборы в «Петротрест» (Санкт-Петербург), после чего принят в клуб. В начале 2013 года стал игроком «Юрмалы», во второй половине календарного года выступал за белореченский «Химик». В 2014 году перешёл в «Коломну», где отыграл половину сезона. Со второй половины сезона Белов защищал цвета клуба «Афипс», в сентябре 2015 года расторг контракт по обоюдному согласию сторон.
С марта 2016 года выступал за белорусский клуб «Ислочь».